# بول باسيت
بول باسيت (بالدنماركية: Poul Bassett)‏ هو لاعب كرة قدم دنماركي، ولد في 17 ديسمبر 1928.

## وصلات خارجية
- بول باسيت على موقع قاعدة بيانات كرة القدم.إي يو (الإنجليزية)